# クリス・ペプラー
クリス・ペプラー (Christopher Daniel Peppler、1957年10月22日 - ) は、日本のタレント、ナレーター、声優、ベーシストである。
J-WAVE「TOKIO HOT 100」のナビゲーター（ラジオパーソナリティに相当）。東京都新宿区下落合出身。

## 来歴・人物
父がドイツ系アメリカ人で母が日本人。東京都新宿区下落合にある聖母病院で出生。名前に日本名がないのは母親がクリストファーという名前をつけたかったからである。母方の祖母は土岐氏の出身で明智光秀の実子説がある土岐頼勝の子孫。
子供時代から六本木が遊び場で、セント・メリーズ・インターナショナル・スクール卒業後渡米し、カリフォルニアで学生生活を送る。帰国後は広告制作プロダクションに入社、海外広告に携わる。あるときCMディレクターに「おまえ声がいいから、ちょっとナレーターもやってみないか」と言われ、サウンドロゴ制作を始める。その後、広告プロダクションを退職。1988年、開局したばかりのJ-WAVEのナビゲーターとなる。以後、その美声と多言語能力を生かし数少ない開局時からのナビゲーターの一人として活躍、開局翌日の第1回目から現在まで看板番組でもある『TOKIO HOT 100』のナビゲーターを務める。同番組で共にナビゲーターを務めた君嶋ゆかりと2006年10月10日に結婚。こうしたこともあり、同じく開局以来からのナビゲーターであるジョン・カビラともども「ミスターJ-WAVE」と呼ばれることもある。
ラジオ以外にも雑誌やテレビに活躍の場を広げ、近年はオリジナルアクセサリーブランド「CP LOOP」のデザインも手がけている。趣味はベースギターである。
日本語、英語、フランス語の3言語を自在に喋るトリリンガル。
ラジオDJのALAN Jはクリスの実弟であり、クリスの個人事務所「クリス・ペプラーズ・オフィス」に所属している。明朗快活でテンポのよい弟アランに対し、クリスは多彩な声質を巧みに操ってじっくりと聞かせるタイプである。
2020年12月26日、夏に娘が誕生していたことを自身のTwitterで公表。

## 出演

### ラジオ
- J-WAVE
  - TOKIO HOT 100
  - OTOAJITO
  - ROCK ALIVE!
  - NIGHT STORIES（火曜日）
  - FUTURE TRAX
  - J'S CALLING
  - AVALON
- NHK-FM
  - アキバの休日（FMシアター）

### テレビ

#### バラエティ・ドキュメンタリー
- NHK
  - エンターテインメントニュース（NHK BS2） - キャスター
  - 英語でしゃべらナイト（2006年10月6日 - 、NHK総合・BS2・NHKワールド プレミアム） - ジョン・カビラに代わるナレーター。
  - ワールド・プレミアム・ライブ（BSハイビジョン） - 司会
  - TOKYO EYE（NHKワールドTV・デジタル教育テレビ・BS1） - 英語放送番組のナビゲーター
  - ゴジラ海を渡る 世界制覇へのシナリオ - ナレーター
  - ROMES/空港防御システム（NHK総合） - ナレーター
  - 洋楽倶楽部80's（2010年10月21日） - ゲスト
  - 第37回日本賞授賞式「輝け! 教育コンテンツ世界一」（2010年10月31日） - 司会
  - NHKスペシャル「世界を変えた男・スティーブ・ジョブズ」（2011年12月23日） - ナビゲーター
  - アンジェラ・アキのSONG BOOK in English（2012年1月7日 - 3月、NHK Eテレ） - 司会
- 日本テレビ
  - ミンナのテレビ（2005年4月13日 - 9月28日）
  - PRIDE&SPIRIT 日本プロ野球 - 副音声DJ
  - 嵐にしやがれ - 未知との遭遇のコーナー
- TBS
  - 2時っチャオ!
  - 日立 世界・ふしぎ発見! - 準レギュラー回答者
- テレビ朝日
  - タモリ倶楽部 - 空耳アワードなど、主に音楽系の企画で出演。
  - 燃えろ!アトランタ王 - ナビゲーター（司会・進行）
- TOKYO MX
  - サタデーLIVE - MC
  - Weekend Hips - MC
- BS朝日
  - デロンギpresents「ボーノ・エスプレッソ」（2010年4月24日） - ナビゲーター
- BSジャパン
  - ザ・ロックTIMES〜世界を変えた音楽〜（2015年10月4日 - 2016年3月27日） - MC
- FOXチャンネル
  - アメリカン・アイドル - 日本での進行役

#### テレビドラマ
- 風に舞いあがるビニールシート（2009年、NHK） - エドワード・ウェイン 役 俳優デビュー作品
- 朝ドラ殺人事件（2012年3月28日・29日、NHK） - マルチチャンネルの妖精 役
- 仮面ライダードライブ（2014年10月5日 - 2015年9月27日、テレビ朝日） - クリム・スタインベルト / ベルトさん（声）、ロイミュード004（二役）、ナレーション 役
- 手裏剣戦隊ニンニンジャーVS仮面ライダードライブ 春休み合体1時間スペシャル （2015年3月29日、テレビ朝日） - ベルトさん（声） 役
- モンタージュ 三億円事件奇譚（2016年6月25日・26日、フジテレビ） - ジャズバー「HERBIE」のマスター 役
- グランメゾン東京 第6話・第7話（2019年11月24日 - 12月1日、TBS） - 司会者 役
- M 愛すべき人がいて 第6話（2020年6月27日、テレビ朝日） - 貸しレコード店オーナー 役
- ザ・ハイスクール ヒーローズ（2021年7月31日 - 9月18日、テレビ朝日） - アプリ音声 役
- わげもん〜長崎通訳異聞〜（2022年1月8日 - 〈予定〉、NHK総合） - 語り[13]

#### テレビアニメ
- スペース☆ダンディ 第7話（2014年、TOKYO MX 他） - フラワーロック星人 役[14]

### イベント
- 仮面ライダーシリーズ
  - 仮面ライダードライブスペシャルイベント「特殊状況下事件捜査ファイルcase.1 なぜゴールデンウィークの新高輪は熱いのか」（2015年5月3日・4日、グランドプリンスホテル新高輪飛天）- ベルトさん（声） 役
  - 仮面ライダードライブ「ファイナルステージ＆番組キャストトークショー」（2015年10月12日、中野サンプラザ） - クリム・スタインベルト / ベルトさん（声） / 仮面ライダードライブ デッドヒートドライブ 役
- 「テレ朝夏祭り」ヒーローショー＆夏映画スペシャルイベント（2015年7月31日 、六本木ヒルズアリーナ） - クリム・スタインベルト / ベルトさん（声） 役
- YouTube FanFest 2014（2014年10月19日、EX THEATER ROPPONGI） - MC
- YouTube FanFest 2015（2015年11月18日、EX THEATER ROPPONGI） - MC

### CM
- コナミ サウンドロゴ - 第1期は1985年12月 - 1991年12月頃、第2期は1995年4月から2001年7月にかけて、CMの最後に流れた「コナァミ」の声はクリスである。1997年4月29日、『笑っていいとも!』のテレフォンショッキングにおいて、学生時代のアルバイトだったと明かした[出典無効]。
- パシフィックレジデンス
- エクソンモービル - 『エクスプレス・チャンネル』 セルフサービスステーションにおいて、給油中にビデオポンプ（給油機）で放映されていた。
- 佐藤製薬サウンドロゴ - 1989年10月からは、製品だけでなくCMの最後の『FROM SATO』→『SATO』というサウンドロゴも担当している。
- マウスコンピューター - ラジオCM。
- UQ mobile - くりこしプランに因み「クリコス・ペプラー」として出演。

### ゲーム
- クレイジータクシー（1999年、アーケードゲーム） - GUS 役
- ヘブンリーシンフォニー（1994年、メガCD） - サーキットコースの解説、CMナレーション 役
- 日米間プロ野球 FINAL LEAGUE（2002年、PlayStation 2）
- 仮面ライダーバトル ガンバライジング（2014年、アーケードゲーム） - ベルトさん 役
- 仮面ライダー サモンライド!（2014年、PlayStation 3・Wii U） - ベルトさん 役
- 仮面ライダークライマックススクランブルジオウ（2018年、Nintendo switch） - ベルトさん 役

### 映画
- MIRACLE デビクロくんの恋と魔法（2014年11月22日公開）
- 仮面ライダーシリーズ
  - 仮面ライダー×仮面ライダー ドライブ&鎧武 MOVIE大戦フルスロットル（2014年12月13日公開） - クリム・スタインベルト / ベルトさん（声） 役
  - スーパーヒーロー大戦GP 仮面ライダー3号（2015年3月21日公開） - ベルトさん（声） 役
  - 劇場版 仮面ライダードライブ サプライズ・フューチャー（2015年8月8日公開） - クリム・スタインベルト / ベルトさん（声） 役
  - 仮面ライダー×仮面ライダー ゴースト&ドライブ 超MOVIE大戦ジェネシス（2015年12月12日公開） - ベルトさん（声） 役
  - 仮面ライダー平成ジェネレーションズ Dr.パックマン対エグゼイド&ゴーストwithレジェンドライダー（2016年12月10日公開） - ベルトさん（声） 役
  - 劇場版 仮面ライダージオウ Over Quartzer（2019年7月26日公開） - クリム・スタインベルト 役

### Webドラマ
- 仮面ライダーシリーズ
  - dビデオスペシャル 仮面ライダー4号（2015年、dビデオ） - ベルトさん（声） 役
  - ドライブサーガ 仮面ライダーブレン（2019年4月28日・5月5日、東映特撮ファンクラブ） - クリスタル・ペプラー 役[15]

### オリジナルビデオ
- 仮面ライダーシリーズ
  - 仮面ライダードライブ シークレット・ミッション type TV-KUN ハンター&モンスター! 超怪盗の謎を追え!（2014年11月26日） - ベルトさん（声） 役
  - 仮面ライダードライブ シークレット・ミッション type ZERO 第0話 カウントダウン to グローバルフリーズ（2014年12月13日） - ベルトさん（声） 役
  - 仮面ライダードライブ シークレット・ミッション type TOKUJO（2015年 - 2016年） - ベルトさん（声） 役
  - てれびくん超バトルDVD 仮面ライダードライブ シークレット・ミッション type HIGH-SPEED! ホンモノの力! タイプハイスピード誕生!（2015年） - ベルトさん（声） 役
  - てれびくん超バトルDVD 仮面ライダードライブ シークレット・ミッション type LUPIN 〜ルパン、最後の挑戦状〜（2015年） - ベルトさん（声） 役
  - ドライブサーガ
    - 仮面ライダーチェイサー（2016年4月20日） - ベルトさん（声）、ロイミュード004 役
    - 仮面ライダーマッハ / 仮面ライダーハート（2016年11月16日） - 複製ドライブドライバーAI音声 役

### 音楽作品
- 杏里『SUMMER FAREWELLS』 - 『CAFE 25 VINGT CINQ』- DJとして参加、杏里とはプロDJデビュー前からの友人である。
- m-flo『EXPO防衛ロボット GRAN SONIK』『COSMICOLORCAFE 25 VINGT CINQ 』 - インタールードのナレーターとして参加。
- 米米CLUB『MATA(C)TANA』 - 『FUNK FUJIYAMA NOW〜多少無理矢理企画〜』にSPECIAL GUEST(DJ)として参加。
- 布袋寅泰 『GUITARHYTHM V』 - 『INTRO 〜Welcome to G.V〜』にナレーションで参加。